# Marcelo Rodríguez (Gillespi)
Marcelo Rodríguez (Monte Grande, 16 de agosto de 1965), más conocido como Gillespi, es un músico, humorista y presentador argentino.
Actualmente forma parte de La venganza será terrible en AM 750 y conduce La hora líquida en Nacional Rock. También lleva adelante el programa El Frasco en lo que significó su regreso a Radio Provincia AM 1270.
Trompetista, guitarrista y tecladista, ha participado de varias bandas del rock argentino. Su nombre artístico (pronunciado /guilespi/) recuerda al apellido del famoso trompetista estadounidense de jazz Dizzy Gillespie.

## Biografía

### Primeros años
Nació en Monte Grande, Buenos Aires, y desde la adolescencia se dedicó a la música, primero como trompetista y luego con el piano. Estudió piano con Juan Carlos "Mono" Fontana, armonía con Osvaldo Suárez, y también estudió psicología en la Universidad de Buenos Aires.

### Carrera musical
Como músico debutó en 1984 en el Festival Mar del Jazz 84. Posteriormente formó parte de La Sonora del Plata (1986-1991), junto a Mex Urtizberea y Nono Belvis. También participó como músico invitado de Sumo (1987) y Divididos (1988-1990), con quienes grabó el disco 40 dibujos ahí en el piso (1989). Formó parte de la banda Pachuco Cadáver junto a Roberto Pettinato, con el que grabó Life in La Pampa (1992). Con la banda Las Pelotas grabó los discos Máscaras de sal (1994) y Amor seco (1995), en este último como integrante estable.
Gillespi ha grabado y tocado con varios artistas destacados del jazz y el rock, entre los que se destacan Luis Salinas, Javier Malosetti, Walter Malosetti, Daniel Maza, Valentino "Jazz" Bazar, Willy Crook, Charly García, Pedro Aznar, Los Piojos, Los Ratones Paranoicos y La 25, entre otros.
También compuso música para televisión, cine y publicidad. Fue productor musical del programa de televisión Fútbol de Primera y realizó la cortina del programa Televisión Registrada, entre otros. En cine realizó la banda sonora de la película Sabés nadar, Tico Tico y Dolores de casada.
Como solista grabó su primer disco solista en 1998, Ultradeforme, junto a músicos como Pedro Aznar y Germán Daffunchio. En 2001 sacó Superchatarraespéshal, con Ricardo Mollo, entre otros. En 2002 grabó Live in Gonnet durante una actuación de su banda en un local cerca de La Plata.
En 2003 grabó Es, con Luis Salinas como invitado especial.
Ese mismo año (2003) editó el disco Gillespi, Vista Gorda All Stars (que salió con la revista TXT), incluyendo varios temas inéditos.
En 2005 grabó el álbum Bell Vill, con su propia producción e invitados como Javier Malosetti.
En 2007, Soda Stereo lo invitó, junto a otros músicos, a participar del último recital de la Gira Me Verás Volver, que se realizó en Buenos Aires el 21 de diciembre de 2007. Gillespi participó como trompetista en dos temas: «Signos» y «Fue». Ambas interpretaciones se pueden apreciar en el DVD de la gira «Me verás volver».
En 2009, después de que su anterior disco Bell Vill (2005) fuera ternado a los premios Gardel como mejor disco de jazz, Gillespi grabó Gillerama, su primer disco para Sony Music. Su siguiente disco de estudio, una mezcla de jazz, soul y rock, consistió de una potente banda integrada por Baltasar Comotto (en guitarra), "Patán" Vidal (en piano y teclados), "Norbi" Córdoba (en bajo), Javier Martínez (en batería), "Cabra" (en voces), Alejandro Franov (en instrumentos étnicos) y Hubert Reyes (en percusión), y el propio Gillespi, quien se encargó de los vientos, los teclados, las guitarras y la programación de batería y percusión.
Gillerama es un viaje casi cinematográfico por lugares del mundo imaginados, al estilo de las viejas películas de cinerama, en donde el espectador experimentaba estar volando en un globo aerostático, ingresando en la garganta de una gigantesca catarata o en el carrito de una montaña rusa.
En 2016 participó como trompetista invitado en un cover de la canción Costumbres Argentinas  de Andrés Calamaro, interpretada por Damián Gaume, junto con Manuel Moretti, Pablo Guerra (de Los Piojos y Caballeros de la Quema), Patricio Castillo (Caballeros de la Quema) y Emilio Miler, entre otros.

### Carrera en televisión
En televisión participó de programas como La pregunta vegetal, en América TV, Orsai a la medianoche, con Gonzalo Bonadeo y Roberto Pettinato, Duro de acostar, con Roberto Pettinato, y en 2001, también junto a Gonzalo Bonadeo, condujo El resumen de los medios, por Canal 9.
Su personaje más conocido es el de Aníbal Hugo, en el cual personifica a un bizarro y estrafalario periodista deportivo de la localidad de Claromecó, provincia de Buenos Aires.
Además participó en 2011 como presentador del falso documental televisivo Recordando el show de Alejandro Molina, emitido por canal Encuentro. En el mismo canal condujo el ciclo Cine clase F.
"Medios Locos" fue un programa con toques de periodismo y humor a la vez, emitido por Canal 7 a la medianoche, a partir de mayo del 2000. Participaban del mismo Adolfo Castello, Marcela Pacheco, Gisela Marziota, Mex Urtizberea y Gillespi.

### Carrera en radio
Radio Provincia
- Basta por hoy

Radio La Red
- Rock & Gol

Radio Mitre
- Mirá lo que te digo
- Aunque parezca mentira
- La noche inoxidable

Rock & Pop
- Gillespi Hotel
- Falso impostor
- La almohada maldita

Radio 10
- La venganza será terrible

Radio Nacional
- La venganza será terrible

Radio Del Plata
- La venganza será terrible

Nacional Rock
- Burundanga
- El renegado
- La hora líquida

AM 750
- La venganza será terrible

BitBox 93.3
- Diario de un hombre rana

## Discografía
- 1998: Ultradeforme
- 2001: Superchatarraespéshal
- 2002: Live In Gonnet
- 2003: Es
- 2005: Bell Vill
- 2009: Gillerama
- 2010: Eso pasó ayer (antología)
- 2012: Live From Rulemanía (con Willy Crook)
- 2015: Desayuno en Ganímedes (con Daniel Melero)
- 2022: Experiencia 432 (con Divididos)

## Libros
- 2009: Blow! De trompetas y trompetistas
- 2010: El artesano del miedo. Narciso Ibáñez Menta (con Leandro D'Ambrosio)
- 2010: Manual animal de la sexualidad humana
- 2016: Salsipuedes (Historias de rock argentino)